# Vaucança
Vocance és un municipi francès situat al departament de l'Ardecha i a la regió d'Alvèrnia-Roine-Alps. L'any 2007 tenia 617 habitants.

## Demografia

### Població
El 2007 la població de fet de Vocance era de 617 persones. Hi havia 264 famílies de les quals 96 eren unipersonals (56 homes vivint sols i 40 dones vivint soles), 76 parelles sense fills, 68 parelles amb fills i 24 famílies monoparentals amb fills.
La població ha evolucionat segons el següent gràfic:
Habitants censats

### Habitatges
El 2007 hi havia 321 habitatges, 270 eren l'habitatge principal de la família, 25 eren segones residències i 26 estaven desocupats. 246 eren cases i 65 eren apartaments. Dels 270 habitatges principals, 192 estaven ocupats pels seus propietaris, 70 estaven llogats i ocupats pels llogaters i 8 estaven cedits a títol gratuït; 11 tenien una cambra, 25 en tenien dues, 53 en tenien tres, 87 en tenien quatre i 94 en tenien cinc o més. 165 habitatges disposaven pel capbaix d'una plaça de pàrquing. A 129 habitatges hi havia un automòbil i a 99 n'hi havia dos o més.

### Piràmide de població
La piràmide de població per edats i sexe el 2009 era:
| Homes | Edats   | Dones |
| ----- | ------- | ----- |
| 0     | 95 o +  | 4     |
| 0     | 90 a 94 | 4     |
| 0     | 85 a 89 | 12    |
| 0     | 80 a 84 | 4     |
| 16    | 75 a 79 | 12    |
| 20    | 70 a 74 | 24    |
| 8     | 65 a 69 | 28    |
| 20    | 60 a 64 | 16    |
| 20    | 55 a 59 | 20    |
| 16    | 50 a 54 | 24    |
| 20    | 45 a 49 | 4     |
| 16    | 40 a 44 | 8     |
| 24    | 35 a 39 | 28    |
| 44    | 30 a 34 | 16    |
| 36    | 25 a 29 | 28    |
| 12    | 20 a 24 | 12    |
| 4     | 15 a 19 | 12    |
| 4     | 10 a 14 | 20    |
| 12    | 5 a 9   | 20    |
| 16    | 0 a 4   | 4     |

## Economia
El 2007 la població en edat de treballar era de 395 persones, 290 eren actives i 105 eren inactives. De les 290 persones actives 266 estaven ocupades (164 homes i 102 dones) i 24 estaven aturades (9 homes i 15 dones). De les 105 persones inactives 40 estaven jubilades, 27 estaven estudiant i 38 estaven classificades com a «altres inactius».

### Ingressos
El 2009 a Vocance hi havia 267 unitats fiscals que integraven 606 persones, la mediana anual d'ingressos fiscals per persona era de 15.380 €.

### Activitats econòmiques
Dels 23 establiments que hi havia el 2007, 1 era d'una empresa alimentària, 5 d'empreses de fabricació d'altres productes industrials, 5 d'empreses de construcció, 5 d'empreses de comerç i reparació d'automòbils, 3 d'empreses de transport, 1 d'una empresa d'hostatgeria i restauració, 1 d'una empresa financera, 1 d'una empresa immobiliària i 1 d'una empresa de serveis.
Dels 7 establiments de servei als particulars que hi havia el 2009, 1 era una oficina de correu, 3 paletes, 1 lampisteria, 1 electricista i 1 restaurant.
Dels 2 establiments comercials que hi havia el 2009, 1 era una botiga de menys de 120 m² i 1 una fleca.
L'any 2000 a Vocance hi havia 8 explotacions agrícoles.

## Equipaments sanitaris i escolars
El 2009 hi havia 2 escoles elementals.

## Poblacions més properes
El següent diagrama mostra les poblacions més properes.